# 頼雅妍
賴 雅妍（メーガン・ライ、Megan Lai、1979年12月5日 - ）は、台湾の女優、歌手、モデル。

## プロフィール
- 身長 - 173cm
- 体重 - 50kg
- 血液型 - A型
- 言語 - 中国語・台湾語・英語・日本語少々
- 学歴 - 世新大学図書管理学科卒業

## 人物・来歴
台北県永和市（現在の新北市永和区）生まれ。大学卒業後の2001年、オーディション番組に出演したことをきっかけにモデルとしてデビューした。2002年にTVドラマ『流星花園II』に出演し、その後もTVドラマ『戦神〜MARS〜』『Silence』、映画『浮生若夢』など出演し、女優としても活躍している。2005年には、	テレビ映画『邂逅-生命狂想曲』で金鐘奨の最優秀女優賞に、金馬奨の最優秀新人賞にノミネートされるなど、評価が高まってきている。
また、2005年には歌手としてもデビューし、日本でも1stアルバム「LOVE」が発売されたほかコンサートを行うなど、精力的に活動を行っている。
2007年度から「ビジット・ジャパン・キャンペーン」の台湾親善大使に任命された。

## 出演

### ドラマ
- 流星花園II〜花より男子〜（2002年）- ミミ（咪咪） 役
- Love Storm〜狂愛龍捲風〜（2003年）
- 朝倉くん、ちょっと!（2003年） - 璦琳 役
- 戦神〜MARS〜（原作：惣領冬実『MARS』）（2004年）- 杉原晴美（賴晴美） 役
- 愛在星光燦爛時〜Starry Night〜（2004年） - 兔兔 役
- 好美麗診所2─嘿哈（2005年） - 陳若南 役
- Silence〜深情密碼〜（2006年） - 米暁光 役
- 白袍之戀（2006年） - 孫茜 役
- 美味関係〜おいしい関係〜（原作：槇村さとる『おいしい関係』）（2007年）- 今村可奈子（任可欣） 役
- 光陰的故事（2008年） - 汪茜茜 役
- 星光下的童話（2010年） - 于佑彤 役
- 飯糰之家（2010年） - 顏心亞 役
- 瑰寶1949（2011年） - 蘇海兒 役
- スクリュー・ガール 一発逆転婚!!（2012年） - 羅思儀 役
- ふたりのパパ（2013年） - 方靜竹 役
- 白袍下的高跟鞋（2014年） - 吳亞凡 役
- アニキに恋して（2015年） - 琵亞諾 役
- 1006的房客（2018年） - 陳玉芳 役
- 三隻小豬的逆襲（2021年） - 朱曉彤 役

### テレビ映画
- 邂逅- 生命狂想曲（2005年）
- 巧克力重撃〜チョコレート・ラップ〜（2006年）
- 人生劇展- 拍賣世界的角落（2006年）
- 燃燒吧！機車（2007年）
- 台北異想 - 晨之美（2008年） - 賴雅妍 役
- 黑道診所（2008年）
- 人生劇展- 家事提案（2014年）
- 人生劇展- 愛情的盡頭（2015年）

### 映画
- 浮生若夢
- 愛到底（三聲有幸）（2009年）- 小妍 役
- 台北24時（台北異想）（2009年）
- あの頃、君を追いかけた（那些年,我們一起追的女孩）（2011年）- 情侶 役
- 等一個人咖啡（2014年） - 阿不思 役
- 1万キロの約束（一萬公里的約定）（2016年） - 周以晴 役
- 花椒（ホアジャオ）の味（2019年） - 夏如枝 役
- リベンジコード 盗まれた正義（2019年） - 徐菁 役
- ゾンビ・プレジデント/家へ帰ろう〜国会大脱出（2020年） - 熊穎穎 役
- 斷網（2022年）

### 舞台
- 傻瓜村（2009年）
- 17年之癢（2010年）
- 花季未了（2011年）
- 瘋狂偶像劇（2012~2019年）
- 再見女郎（2012~2013年）
- 天天想你（2016年）
- 同學會!同鞋~（2022年）

## 音楽作品

### アルバム
- LOVE（2004年12月28日）
- F.A.C.E（2015年3月27日）